# Arratzua-Ubarrundia
Arratzua-Ubarrundia en basque ou Arrazua-Ubarrundia en espagnol, est une commune d'Alava dans la communauté autonome du Pays basque en Espagne.

## Hameaux
La commune comprend les hameaux suivants :
- Arroiabe, concejo ;
- Arzubiaga, concejo ;
- Betolaza, concejo ;
- Durana, concejo, chef-lieu de la commune ;
- Landa, concejo ;
- Luko, concejo ;
- Mendibil, concejo ;
- Nanclares de Ganboa - Langara-Ganboa ;
- Ullíbarri-Gamboa - Uribarri Ganboa, concejo ;
- Ziriano, concejo ;
- Zurbano - Zurbao, concejo.